# Unione Sportiva Grosseto 1962-1963
Questa pagina raccoglie le informazioni riguardanti l'Unione Sportiva Grosseto nelle competizioni ufficiali della stagione 1962-1963.

## Rosa
| N. |                   | Ruolo | Calciatore           |
| -- | ----------------- | ----- | -------------------- |
|    | Italia (bandiera) | D     | Pierluigi Armellini  |
|    | Italia (bandiera) |       | Avanzi               |
|    | Italia (bandiera) | C     | Battista Buizza      |
|    | Italia (bandiera) | D     | Francesco Carpenetti |
|    | Italia (bandiera) | A     | Antonio Falchi       |
|    | Italia (bandiera) | A     | Giorgio Fogar        |
|    | Italia (bandiera) | A     | Galli                |
|    | Italia (bandiera) | C     | Quintino Giovannini  |
|    | Italia (bandiera) | D     | Carlo Giussani       |
|    | Italia (bandiera) | D     | Graziano Lazzerini   |

| N. |                   | Ruolo | Calciatore           |
| -- | ----------------- | ----- | -------------------- |
|    | Italia (bandiera) | A     | Roberto Marconi      |
|    | Italia (bandiera) | C     | Giandomenico Morandi |
|    | Italia (bandiera) | D     | Aldo Nardi           |
|    | Perù (bandiera)   | C     | Hugo Natteri         |
|    | Italia (bandiera) | A     | Marcello Panattoni   |
|    | Italia (bandiera) | A     | Lamberto Pazzi       |
|    | Italia (bandiera) | A     | Gianvittorio Scurti  |
|    | Italia (bandiera) | P     | Sandro Tedde         |
|    | Italia (bandiera) | D     | Battista Tresoldi    |